# Nashville (Illinois)
Nashville es una ciudad ubicada en el condado de Washington en el estado estadounidense de Illinois. En el Censo de 2010 tenía una población de 3258 habitantes y una densidad poblacional de 448,3 personas por km².

## Geografía
Nashville se encuentra ubicada en las coordenadas 38°20′37″N 89°23′27″O / 38.34361, -89.39083. Según la Oficina del Censo de los Estados Unidos, Nashville tiene una superficie total de 7.27 km², de la cual 7.04 km² corresponden a tierra firme y (3.17%) 0.23 km² es agua.

## Demografía
Según el censo de 2010, había 3258 personas residiendo en Nashville. La densidad de población era de 448,3 hab./km². De los 3258 habitantes, Nashville estaba compuesto por el 96.99% blancos, el 0.61% eran afroamericanos, el 0.15% eran amerindios, el 0.4% eran asiáticos, el 0.03% eran isleños del Pacífico, el 0.64% eran de otras razas y el 1.17% pertenecían a dos o más razas. Del total de la población el 1.32% eran hispanos o latinos de cualquier raza.